# Match Point
Match Point é um filme britânico-estadunidense de 2005, do gênero drama, escrito e dirigido por Woody Allen.
O filme é o primeiro dos filmes de Allen a ser filmado na Inglaterra, produzido pela BBC Films, e um dos poucos filmes deles a ter sucesso fora dos Estados Unidos, e teve bons fundos financeiros e críticas muito boas. Por ele, Allen foi nomeado para um Oscar na categoria de melhor roteiro original. O filme também foi nomeado para quatro Golden Globe Awards.[carece de fontes?]
Este filme é fortemente influenciado por Dostoyevski, do romance Crime e Castigo, e faz referência diversas vezes a trechos do livro no filme. Adicionalmente, também faz referências a The Facts of Life, de W. Somerset Maugham, lançado em 1939 e adaptado ao cinema em 1948, estando em causa um jovem jogador de ténis e a importância da sorte.[carece de fontes?]
Estreou em Portugal a 20 de Janeiro de 2006. No Brasil, inicialmente o título seria apenas Ponto Final, mas este já havia sido registrado pelo cineasta brasileiro Marcelo Taranto para um longa-metragem que estava em processo de captação na época de seu lançamento. Com isso a Playarte, distribuidora do filme no Brasil, modificou o título brasileiro para Ponto Final - Match Point.[carece de fontes?]

## Sinopse
Professor de tênis (Jonathan Rhys Meyers) conhece Chloe (Emily Mortimer), jovem de família rica, e inicia relacionamento. Um pouco antes se apaixona por Nola (Scarlett Johansson), namorada do irmão da Chloe, com a qual mantém relacionamento paralelo. Interessado na fortuna da família de Chloe, Jonatham precisa se livrar de Nola, que fica grávida.

## Enredo
A história é uma fábula sobre o papel que a sorte desempenha no destino. Como protagonista, Chris Wilton abre o filme com este texto:
Um homem disse: "Eu prefiro ter sorte do que ser bom" viu profundamente a vida. As pessoas têm medo de encarar que uma grande parte da vida está dependente da sorte. É assustador pensar que tanto está fora de uma e não tem qualquer controlo. Há momentos, num jogo, quando a bola atinge o topo da rede e por uma fração de segundo ela pode avançar ou retroceder. Com um pouco de sorte ele vai em frente e você ganha. Ou será que não e você perde.
Isto é acompanhado por um disparo de uma bola de ténis que repetidamente atravessa uma rede de um campo de ténis, até que finalmente atinge o topo e fica suspensa.
Após ter percebido que ele não tem que fazer quase nada para se tornar um tenista profissional bem sucedido, Chris Wilton tem um emprego como treinador de ténis. Ele torna-se amigo de Tom, um jovem inglês rico e playboy, e começa a se interessar pela irmã de Tom, Chloe.
Chris Wilton conhece imediatamente a namorada de Tom, uma actriz norte-americana, Nola Rice. Os dois têm uma atracção mútua, tendo tido relações sexuais num campo à chuva.
Algum tempo depois Chris casa com Chloe e tem uma promissora carreira como empresário na empresa do seu sogro. Após descobrir que Tom e Nola tinham acabado o namoro, ele tenta localizá-la. Ele começa um caso com ela, tendo esta engravidado de Chris, à qual ele pede-lhe que aborte, mas ela rejeita. Esta gravidez acidental está em flagrante contraste com a situação entre Chris e Chloe, devido a Chloe ser incapaz de engravidar, não obstante de todas as tentativas de conceber. Nola exige que ele fale com Chloe e Chris diz que sim, embora atrase sempre esse momento, e Nola diz-lhe que caso ele não conte, ela o fará.
Chris começa a enrolar-se na sua teia de mentiras: as manifestações ameaçam em revelar o affair de Chris. Sendo assim, ele opta por manter a sua vida confortável com Chloe, e começa a engendrar um plano para matar Nola.
O seu plano é fazer com que a morte de Nola esteja relacionada com a droga - o que o leva a matar a vizinha de Nola. Clandestinamente, ele “rouba” uma arma de caça do seu sogro. Ele deixa o trabalho, fingindo sair para jogar ténis, mas, na verdade, tendo a arma desmontada no seu saco desportivo. Após ter entrado no apartamento da senhora idosa e vizinha de Nola, ele monta a arma de caça enquanto ela está noutra sala, matando-a a sangue frio, e leva a sua medicação e jóias - entre outras coisas - colocando tudo na sua mochila. Em seguida, ele espera por Nola, que chega do seu trabalho e mata-a. Sai rapidamente do apartamento, ficando perturbado.
Tal como previsto, ele reforça o seu álibi com uma reunião.
Wilton deposita o seu saco com a arma desmontada e os bens roubados, no bengaleiro do teatro onde se junta à sua esposa. Depois do musical, ele traz o saco para casa. Mais tarde, ele volta a colocá-la no local de onde a tinha retirado. Ele coloca os bens roubados nos seus bolsos e vai ao encontro da família. Mais tarde, ele manda os bens roubados pelo rio Tamisa. O último ponto - um anel dourado - atinge o gradeamento junto ao rio e, em seguida, cai para o pavimento inferior, em vez de cair para o rio como era pretendido. O filme mostra isso como uma analogia de forma dramática à bola de ténis acertando na parte superior da rede, logo no início.
Wilton é ouvido pela polícia. Durante e após os crimes, ocorrem várias situações de risco, o que poderia ter revelado o envolvimento de Chris.
Milagrosamente, Chris é novamente bafejado pela sorte. O anel dourado que Chris tinha arremessado para o rio mas que tinha ficado no pequeno muro junto ao gradeamento, é fortuitamente descoberto por um toxicodependente que o leva e que tinha sido encontrado morto, fazendo com que o anel fosse a prova que salva Chris, em vez de o condenar, como o espectador foi levado a acreditar. O filme termina com a família Hewett celebrando a chegada do filho de Chris e Chloe, recém-nascido, com Chris estranhamente separado do espaço.

## Elenco
Elenco principal
- Brian Cox .... Alec Hewett
- Matthew Goode .... Tom Hewett
- Scarlett Johansson .... Nola Rice
- Emily Mortimer .... Chloe Hewett Wilton
- Jonathan Rhys Meyers .... Chris Wilton
- Penelope Wilton .... Eleanor Hewett

Elenco adicional
- Ewen Bremner .... inspetor Dowd
- James Nesbitt .... detective Banner
- Rupert Penry-Jones .... Henry

Outros personagens
- Alexander Armstrong .... Sr. Townsend
- Paul Kaye .... Estate Agent
- Janis Kelly .... cantora de La Traviata
- Alan Oke .... cantor de La Traviata
- Mark Gatiss .... jogador de pingue-pongue
- Philip Mansfield .... garçom
- Simon Kunz .... Rod Carver
- Geoffrey Streatfeild .... Alan Sinclair
- Mary Hegarty .... cantora de Rigoletto'
- John Fortune .... motorista João
- Patricia Whymark .... telefonista
- Anthony O'Donnell .... guarda
- Miranda Raison .... Heather
- Rose Keegan .... Carol
- Zoe Telford .... Samantha
- Margaret Tyzack .... Sra. Eastby
- Scott Handy .... amigo dos Hewetts
- Emily Gilchrist .... amigo dos Hewetts
- Selina Cadell .... Margaret
- Georgina Chapman .... colega de trabalho de Nola
- Colin Salmon .... Ian
- Toby Kebbell .... polícia
- Steve Pemberton .... detective Parry

## Produção
O filme mostra vários locais da cidade de Londres, como o Tate Modern, Norman Foster's "Gherkin", o edifício Richard Rogers' Lloyd's, Royal Opera House, o Palácio de Westminster, Blackfriars Bridge and Cambridge Circus. A Universidade de Westminster também foi utilizada.

## Música
A trilha sonora do filme é composta quase inteiramente por músicas de ópera do período pré-I Guerra Mundial, cantadas pelo tenor italiano Enrico Caruso.
Os extractos das músicas de ópera são utilizadas como que um comentário irónico sobre as acções dos personagens e, por vezes, prefiguram desenvolvimentos na narrativa do filme. As árias de Caruso interagem com excertos de espectáculos que os personagens contemporâneos frequentam ao longo do filme. Não há cenas no Royal Opera House e são realizadas por cantores líricos (La Traviata realizado por Janis Kelly e Alan Oke, Rigoletto realizado por Mary Hegarty), acompanhada por piano (realizado por Tim Lole), e não, como é habitual, por uma orquestra (para poupar dinheiro).
As árias e os extractos incluem trabalhos de Verdi (em especial Macbeth, La Traviata, Il Trovatore e Rigoletto), de Donizetti em L'elisir d'amore, de Bizet em Les pêcheurs de perles, de Carlos Gomes em Salvatore Rosa cantada por Caruso. O romance Una furtiva lagrima de L'elisir d'amore é apresentado repetidas vezes, inclusive durante a abertura do filme, nos créditos.
No filme, a vizinha Sra. Eastby (Margaret Tyzack) está a ouvir Duetos Líricos para Tenor e Barítono por Janez Lotrič e Igor Morozov (Gioachino Rossini em Guglielmo Tell a partir de Arresta e, em seguida, Verdi em Otello, durante a cena do assassinato, quando ela é baleada por Chris).
Uma porção do musical de Andrew Lloyd Webber em A Mulher de Branco é tocada enquanto Emily Mortimer está à espera de Jonathan Rhys Meyers no Palace Theatre, enquanto personagens.
O trailer do filme apresenta a canção Postscript pela banda irlandesa Autamata, com Carol Keogh como vocalista, embora este não é caracterizado no filme em si.

## Recepção
Conhecido por nunca estar contente com o seu trabalho, Allen afirmou que Match Point "pode ser indiscutivelmente o melhor filme que eu fiz. Isto é estritamente acidental, ele apenas passou a saiu bem. Você sabe, eu tento fazê-los todos bem, mas alguns saem e outros não. Com isso, tudo parecia um direito de vir para fora. Os actores, a fotografia e a história caíram bem junto do público. Eu peguei um monte de pausas." Esta afirmação é em sintonia com o tema do filme, em que grande parte da vida é determinada pela sorte.

### Critícas
O filme recebeu, geralmente, opiniões de fortes críticos. A partir de 21 de Janeiro de 2008, no âmbito da revisão de Rotten Tomatoes, informou que o filme recebeu 79% de opiniões positivas, baseadas em 191 opiniões. Metacritic relatou que o filme tivesse uma pontuação média de 72 em 100, baseado em 40 opiniões. No IMDb, tem uma pontuação de 7,8 em 10. Match Point também tem sido objecto de estudo. Joseph Henry Vogel argumenta que o filme é um exemplar de ecocriticismo como uma escola de pensamento económico.

### Bilheteira
Match Point quebrou uma longa sequência de bilheteira dos filmes de Allen a uma escala mundial, com um capital bruto de US$ 85.298.271 em 5 de Outubro de 2006, compreendendo $ 23.151.529 para venda a nível nacional (EUA) e $ 62.146.742 em vendas para o estrangeiro, de acordo com o Box Office Mojo.

### Principais prémios e nomeações
Match Point recebeu várias indicações e atribuições de prémios. Eis a lista de prémios:
- Prémio Filme Extra Filmink (2007)

Nomeado para melhor caracterização - Jonathan Rhys Meyers[carece de fontes?]
- Robert Festival(2007)

Nomeado para melhor filme americano (Årets amerikanske film) - Woody Allen[carece de fontes?]
- ADIRCAE Awards (2006)

Vencedor para melhor filme estrangeiro - Woody Allen[carece de fontes?]
- Academy Awards (EUA, 2006)

Nomeado para um Oscar para melhor argumento original - Woody Allen[carece de fontes?]
- Chicago Film Critics Association Awards (EUA, 2006)

Nomeado para melhor actriz secundária -  Scarlett Johansson[carece de fontes?]
- Cinema Writers Circle Awards (Espanha, 2006)

Nomeado para melhor filme estrangeiro (mejor película extranjera) - Reino Unido[carece de fontes?]
- César Awards (França, 2006)

Nomeado para melhor filme estrangeiro (meilleur film étranger) - Woody Allen (Reino Unido/EUA/Luxemburgo)[carece de fontes?]
- David di Donatello Awards (Itália, 2006)

Vencedor para melhor filme europeu (miglior film dell'Unione Europea) - Woody Allen[carece de fontes?]
- Edgar Allan Poe Awards (EUA, 2006)

Nomeado para melhor argumento - Woody Allen[carece de fontes?]
- Golden Globes Awards (EUA, 2006)

Nomeado para melhor director - Woody Allen[carece de fontes?]
Nomeado para melhor filme de drama[carece de fontes?]
Nomeado para melhor performance para atriz secundária em filme - Scarlett Johansson[carece de fontes?]
Nomeado para melhor argumento - Woody Allen[carece de fontes?]
- Golden Trailer Awards (2006)

Vencedor para melhor thriller/suspense[carece de fontes?]
- Goya Awards  (Espanha, 2006)

Vencedor para melhor filme europeu (mejor película europea) - Woody Allen (Reino Unido)[carece de fontes?]
- Online Film Critics Society Awards (2006)

Nomeado para melhor argumento original - Woody Allen[carece de fontes?]
- Sant Jordi Awards (Espanha, 2006)

Vencedor para melhor filme estrangeiro (mejor película extranjera) -  Woody Allen[carece de fontes?]
- Troféu Chopard (2005)

Vencedor para melhor actor jovem - Jonathan Rhys Meyers[carece de fontes?]